# 大衛·魯澤
大衛·魯澤（David Rouzer；1972年2月16日—）是一位美國政治人物。

## 生平
自2015年開始，他是北卡羅來納州第7選舉區選出的美國眾議院議員。他的黨籍是共和黨。他畢業於北卡羅來納州立大學。